# Milagres (Leiria)
Milagres é uma freguesia portuguesa do município de Leiria, com 17,35 km² de área e 2829 habitantes (censo de 2021). A sua densidade populacional é 163,1 hab./km².

## Demografia
Nota: Com lugares desta freguesia foi criada, pela Lei n.º 108/85, de 4 de outubro, a freguesia de Bidoeira de Cima.
A população registada nos censos foi:
| Distribuição da População por Grupos Etários | Distribuição da População por Grupos Etários | Distribuição da População por Grupos Etários | Distribuição da População por Grupos Etários | Distribuição da População por Grupos Etários |
| -------------------------------------------- | -------------------------------------------- | -------------------------------------------- | -------------------------------------------- | -------------------------------------------- |
| Ano                                          | 0-14 Anos                                    | 15-24 Anos                                   | 25-64 Anos                                   | > 65 Anos                                    |
| 2001                                         | 510                                          | 485                                          | 1554                                         | 412                                          |
| 2011                                         | 463                                          | 376                                          | 1702                                         | 530                                          |
| 2021                                         | 344                                          | 305                                          | 1481                                         | 699                                          |

## História
No ano de 1750 foi desanexada da freguesia de Regueira de Pontes. A freguesia dos Milagres foi criada a 24 de Junho de 1750, alguns anos depois de ter sido erguido o magnífico templo do Senhor dos Milagres, composta por treze lugares. Destes lugares 9 foram cedidos pela então freguesia de Colmeias e 4 pela freguesia de Regueira de Pontes. Ficaram então a fazer parte da freguesia dos Milagres os lugares de Bidoeira de Cima, Bidoeira de Baixo, Mata da Bidoeira, Val de Coelhos, Casal da Quinta, Ínsua, Figueiras, Balres, Mata da Ribeira da Godim, Alcaidaria, Bulhão, Quintas da Ribeira da Godim e Carreira. Mais tarde foram também criados os lugares de Triste Feia, Casal dos Maios, Outeiro das Quintas, Corredoura, Portela da Mata, Mata, Texugueira, Carriço, Casal do Pilha e Colónia Agrícola. Alguns destes lugares foram desanexados de outros já existentes.

Em 4 de Outubro de 1985 foi constituida a freguesia da Bidoeira de Cima retirando aos Milagres os lugares de Bidoeira de Cima, Bidoeira de Baixo, Val Coelho, Mata da Bidoeira, Texugueira e Carriço.

### Colónia Agrícola dos Milagres
Em 1926 foi aqui instalada o primeiro ensaio de colónia agrícola de âmbito estatal pela Junta de Colonização Interna. Construída por iniciativa do Engenheiro Agrónomo Mário Pais da Cunha Fortes, esta colónia teve 12 casais.

## Património Histórico e Cultural
- Santuário do Senhor Jesus dos Milagres

## Eventos Culturais (Festas populares e religiosas)
- Tradicional Romaria ao Senhor Jesus dos Milagres (realiza-se no dia 14 de setembro, se este caí à segunda-feira ou na primeira imediata àquele dia, caso este não caia à segunda-feira)
- Festa em Honra de Nossa Senhora da Graça (Maio)

## Lugares Importantes
- Kartódromo de Leiria
- MX456 (Pista de Motocross)
- Parque De Merendas Da Mata Nacional do Ravasco

## Lugares da Freguesia
- Casal da Quinta
- Ínsua
- Figueiras
- Balres
- Mata da Ribeira da Godim
- Alcaidaria
- Bulhão
- Quintas da Ribeira da Godim
- Carreiras
- Triste Feia
- Casal dos Maios
- Outeiro das Quintas
- Corredoura
- Portela da Mata
- Mata
- Casal do Pilha
- Colónia Agrícola
- Vale Pereiro
- Martos